# Колонка (журналистика)
Коло́нка (англ. column, лат. соlumna, "столбец") — жанр журналистики, представляющий собой авторское высказывание на злободневную тему, с определённой регулярностью публикуемое в одном издании и, как правило, размещаемое на постоянном месте в газетной (журнальной) полосе или на сайте. В некоторых русскоязычных колумнистических редакциях журнальная колонка называется столбцом.

## История колонки
Историю колонки принято изображать как путь от типографского элемента к рубрике, а от рубрики к жанру.
В середине XVII века, с распространением газет в Европе, встал вопрос об их окупаемости, и для того, чтобы снизить стоимость газеты, текст печатался очень мелким шрифтом. Поскольку читать такой текст было не комфортно, его начали разделять на столбцы, которые при этом никак материал не систематизировали. К середине XVIII века разделение текста на столбцы стало более осмысленным: колонка стала способом организации материала на полосе, отграничения текстов друг от друга. Так к XIX веку колонка стала постоянным композиционным элементом, наряду с появившимися в то же время первыми попытками дизайна: применением более крупных, оформленных «в подбор», заголовков, буквиц и линеек.
Это дало возможность колонке начать функционировать в качестве рубрики. Складывается традиция печатать отдельной колонкой наиболее острые материалы, обращения редактора, высказывания известных авторов. В начале XX века авторские колонки уже печатаются во всех крупных газетах, но особое значение приобретают острые социальные, феминистские и политические колонки.
Во второй половине XX века происходит трансформация колонки из рубрики в жанр. Если первоначально в отдельной колонке печатались самые разнообразные тексты, в том числе и информационных жанров, то со временем сложилась практика публиковать под рубрикой «колонка» тексты, тяготеющие к жанрам с сильным авторским началом (эссе, комментарий, обозрение), а затем из этого корпуса выделилась группа текстов, явно схожих между собой и в то же время не подходящих ни под один традиционный жанр, и, очевидно, объединенных совершенно новой жанровой формой — колонкой.

## Проблемы жанровой идентификации
Такое движение колонки от типографского элемента к рубрике, а потом и к жанру характерно, большей частью, для всей западной журналистики. Однако следует выделить два магистральных течения в этом процессе: «островное» (Великобритания и США) и «европейско-континентальное». Мы особенно выделяем Великобританию в силу её уникального положения среди других европейских стран: географически она отделена от континента, в обществе исторически раньше, чем в других странах, проявились тенденции к демократизации, и при этом — к возрастанию роли отдельной личности, к универсализации деятельности отдельного человека и т. д.. Исторически развитие СМИ в Великобритании связано, в первую очередь, с мощной тенденцией к авторскому началу и вниманием к личности публициста. Традиционно эту тенденцию также называют «персональным журнализмом».
Первоначально и на континенте, и в Англии журналистика развивалась в традициях персонального журнализма, когда были наиболее востребованы качества писателя, публициста: основоположниками английской журналистики считаются Джонатан Свифт, Даниэль Дефо, Ричард Стил. Но развитие средств массовой информации, разные политические условия привели к возникновению существенных различий.
С. Михайлов пишет, что если в европейско-континентальной журналистике предпочтение отдавалось «мнению», точке зрения автора, то в «островной» журналистике все большее и большее значение приобретал «факт», то есть предельно отстраненное сообщение посредством прессы общественно значимой новости. Это различие привело к тому, что в континентальном направлении огромное значение приобрела эффективность журналистского воздействия на аудиторию, в жанрах вперед выдвигались методические приемы диалога, полемики, мнения. В США же и в Великобритании главным стала оперативность, умение «добыть факты». В итоге, вся западная журналистика на данный момент, с одной стороны, является частью общелитературного процесса, где автор выступает в периодических изданиях и имеет дело не с реальными событиями и явлениями действительности, а с другой стороны, журналистика — один из каналов коммуникации, используемый в целях распространения через СМИ значимой для журналиста информации.
Итак, говоря об «островной» колумнистике, необходимо учитывать, что в США и Великобритании используется совершенно иная жанровая классификация. Примечательно (не только относительно журналистики), что в англо-саксонской традиции теория разработана слабо, превалирует практический подход, своего рода медиакритика, а под жанрами подразумеваются группы текстов, сходные по форме, причем и сама жанровая классификация не существует как предмет теоретического изучения. Жанр в «островной» журналистике — это группа художественных произведений, объединенных общим стилем, формой, авторским самовыражением или содержанием, то есть само понимание жанра отличается от принятого в российской теории литературы и журналистики. Если отечественные исследователи пытаются анализировать природу жанра, то их западные коллеги просто объединяют тексты в весьма условные группы для удобства практиков.
Колонка занимает прочное место в жанровой системе не только на историческом основании, как давно сложившийся способ написания журналистского текста, но и в связи с тем, что колонка — это практически единственная возможность для журналиста высказать собственную позицию, на место колонки как способа краткого выражения субъективного мнения больше никто не претендует — ни один из жанров информирующей, по сути, англо-американской журналистики, ни статья, ни передовица, ни рецензия. Колонка как форма выражения авторской позиции есть общая форма, единая для всех, а уже то, каким образом эта форма вписывается в различные модели журналистики и в различные жанровые системы, заставляет исследователей давать ей различные названия и статусы, в зависимости от угла зрения.

### Основные жанровые характеристики колонки
- предмет — личное переживание по конкретному поводу;
- функция — демонстрация точки зрения с целью обратить внимание аудитории не только на саму ситуацию, но и на характер её оценки;
- метод — образный анализ, то есть сочетание анализа и художественного обобщения;
- по содержанию колонка — это цепочка фактов, событий или явлений, которые представляются автору актуальными в данный момент, и рассуждений, являющихся откликом на эти факты, события;
- по своей форме колонка — это свободное повествование, вбирающее в себя элементы самых различных жанров — от заметки до эссе.

## Виды колонок
1. Информационно-аналитическая колонка. На основании уже опубликованных новостных материалов колумнист дает свой аналитический комментарий происходящим событиям.
2. Колонка-мнение. Колумнист выступает как специалист, предлагая своё мнение, свою позицию по определенному поводу широким массам.
3.Колонка сплетен. С трудом можно отнести к явлению журналистики. Такой тип колонки полностью строится вокруг недостоверных фактов, слухов. Герои, как правило, — знаменитости.
4 Юмористическая колонка. Колумнист ищет забавные стороны жизни, чтобы развлечь читателя. Если автором удачно подмечены такие стороны, то такой материал более отчетливо и наглядно рисует жизнь, чем если бы автор описал явление обычным способом.
5. Колонка-размышление. Такие колонки призваны пробудить в читателе особый настрой и подтолкнуть к какой-либо теме для размышления.
6 Колонка-дневник. Такая колонка ведется каким-то известным человеком, который делится с читателем событиями своей жизни.
7. Колонка советов. Такая колонка призвана обучать читателя через ненавязчивые инструкции.
8. Спортивная колонка. В такой колонке освещаются спортивные события, представляются мнения, оценки, прогнозы, но только на одну тему.
9. Колонка вопросов и ответов. Такая колонка рассчитана на прямой контакт с аудиторией. Читатель задает вопрос и ожидает ответа от специалиста. Это могут быть разного рода медицинские, психологические и т. п. колонки.
10. Передовица. Отличается от других типов, главным образом, своим расположением на первой полосе. Также, как правило, посвящены наиболее актуальным новостям.
11. Политическая колонка. Такая колонка освещает вопросы политики. Считается самой читаемой, так как здесь обсуждаются актуальные вопросы сквозь призму политических установок редакции.
12. Колонка-«смесь». Колонка, не обладающая внутренним единством. Представляет читателю собрание несвязанных мыслей, понятий, фраз и т. д.
13. Редакторская колонка. Главный критерий выделения этого типа — публикация за подписью главного редактора. В этой колонке, как правило, отражается взгляд редакции на то или иное событие.
14. Колонка эксперта. Такая колонка обычно ограничивается одной темой или проблемой, но её основная цель — детально разобрать один предмет.
15. Критическая колонка. В этой колонке комментируются вышедшие фильмы, книги, альбомы, прошедшие выставки и т. д.
16. Литературная колонка. Ведение такой колонки чаще всего поручают известному литературному деятелю, который публикует здесь собственные работы или делает обзоры литературы.

## Видеоколонка
Видеоколонка — это синтетический авторский жанр, содержащий высказывание журналиста по взволновавшему его поводу и представленный в форме записанной автором видеореплики.
На данный момент в развитии СМИ наступил тот момент, когда видеоконтент не считается каким-то уникальным сервисом для пользователя, возможность читать текст, смотреть фото и видео — это некий набор само собой разумеющихся типов контента, без которых СМИ не может выжить.
Видеоколонка — относительно новый формат для российских Интернет-СМИ, своеобразное авторское телевидение в Интернете. Видеоколонки представляют собой программы длительностью в несколько минут, выходящие с установленной периодичностью, с постоянным названием и набором авторов. Для производства требуется специальная телевизионная техника и оборудование, работа профессионального оператора и гримера, последующий монтаж. Такой тип контента пользуется популярностью и активно вытесняет новостные видеоролики. Помимо говорящей головы в видео может использоваться инфографика, текст, реклама. Видео может быть как основным материалом, так и прибавлением к тексту.